# Xigang (socken i Kina)
Xigang (kinesiska: 溪港, 溪港乡, 麻车坑) är en socken i Kina. Den ligger i provinsen Zhejiang, i den östra delen av landet, omkring 190 kilometer söder om provinshuvudstaden Hangzhou. Antalet invånare är 3609. Befolkningen består av 1 750 kvinnor och 1 859 män. Barn under 15 år utgör 19,0 %, vuxna 15-64 år 60 %, och äldre över 65 år 19,0 %.
Genomsnittlig årsnederbörd är 2 368 millimeter. Den regnigaste månaden är juni, med i genomsnitt 417 mm nederbörd, och den torraste är januari, med 69 mm nederbörd.